# Graben (Lengdorf)
Graben ist ein Gemeindeteil der Gemeinde Lengdorf im Landkreis Erding in Oberbayern.

## Geografie
Der Weiler liegt drei Kilometer nördlich von Lengdorf.  

## Verkehr
Der Bahnhof Thann-Matzbach liegt zwei Kilometer südlich. Die Bundesautobahn 94 verläuft in drei Kilometer Entfernung südlich.